# Mönsterås
För andra betydelser, se Mönsterås (olika betydelser).
Mönsterås är en tätort och centralort i Mönsterås kommun i Kalmar län.

## Historia

### Administrativa tillhörigheter
Mönsterås var och är kyrkby i Mönsterås socken och omtalas första gången 1326 ('Myolstadhaas'). I en jordebok över Israel Birgerssons efterlämnade gods (1351?) upptas fyra tomter i Mönsterås ('Myølstadh aas'). 1505 uppehöll sig svenska riksrådet i Mönsterås och Pata i Ålems socken, dit man rest sjövägen för att möta kung Hans i Kalmar Särskilt under 1500-talet blomstrade Mönsterås som marknads- och tingsplats. Orten hade från 1604 och några år framåt stadsprivilegier och 1620 fick Mönsterås rättigheter som lydköping under Kalmar stad. 1612 brändes byn av danskarna, och antas då ha haft omkring 150 innevånare. 1677 brändes den åter av danskarna. 1784 försökte Mönsterås på nytt få stadsprivilegier, men utan framgång.
Vid  kommunreformen 1862 bildade Mönsterås en köpingskommun, Mönsterås köping som 1952 införlivade kringliggande Mönsterås socken/landskommun.  1971 uppgick köpingskommunen i Mönsterås kommun med Mönsterås som centralort.
I kyrkligt hänseende har orten alltid hört till Mönsterås församling.
Orten ingick till 1948 i Stranda tingslag och därefter till 1969 i Norra Möre och Stranda domsagas tingslag och sedan till 1971 i Oskarshamns domsagas tingslag. Från 1971 till 2005 ingick Mönsterås i Oskarshamns domsaga och orten ingår sedan 2005 i Kalmar domsaga.

### Befolkningsutveckling
| Befolkningsutvecklingen i Mönsterås 1930–2020 | Befolkningsutvecklingen i Mönsterås 1930–2020 | Befolkningsutvecklingen i Mönsterås 1930–2020 | Befolkningsutvecklingen i Mönsterås 1930–2020 | Befolkningsutvecklingen i Mönsterås 1930–2020 |
| --------------------------------------------- | --------------------------------------------- | --------------------------------------------- | --------------------------------------------- | --------------------------------------------- |
|                                               |                                               |                                               |                                               |                                               |
| År                                            |                                               |                                               | Folkmängd                                     | Areal (ha)                                    |
| 1960                                          | 1960                                          |                                               | 3 811                                         |                                               |
| 1965                                          | 1965                                          |                                               | 5 028                                         |                                               |
| 1970                                          | 1970                                          |                                               | 5 430                                         |                                               |
| 1975                                          | 1975                                          |                                               | 5 005                                         |                                               |
| 1980                                          | 1980                                          |                                               | 4 924                                         |                                               |
| 1990                                          | 1990                                          |                                               | 4 906                                         | 383                                           |
| 1995                                          | 1995                                          |                                               | 5 041                                         | 392                                           |
| 2000                                          | 2000                                          |                                               | 4 924                                         | 394                                           |
| 2005                                          | 2005                                          |                                               | 4 744                                         | 394                                           |
| 2010                                          | 2010                                          |                                               | 4 731                                         | 410                                           |
| 2015                                          | 2015                                          |                                               | 4 998                                         | 495                                           |
| 2020                                          | 2020                                          |                                               | 5 186                                         | 512                                           |
|                                               |                                               |                                               |                                               |                                               |

## Kända personer
- Carl Boberg, predikant, riksdagsledamot, författare
- Marika Carlsson, komiker
- Thomas Sunesson, fotbollsspelare
- Elin Ruth Sigvardsson, musiker

## Bebyggelse
Godset Kråkerum (ätten Bielke) ligger strax utanför Mönsterås. Mönsterås kyrka ligger i orten.

## Näringsliv
En av de största arbetsgivarna i området är Södra Cell Mönsterås. Anläggningen ligger cirka 10 km nordost om tätorten.

### Bankväsende
Mönsterås sparbank grundades 1856, men stängde 1907 efter att omfattande förskingring uppdagats. En ny sparbank, Mönsterås sockens sparbank, grundades redan 1908. Efter sammanslagning 1960 kallas den Häradssparbanken Mönsterås och verkar alltjämt som en fristående sparbank.
Kalmar enskilda bank etablerade ett kontor i Mönsterås i början av år 1871. Denna bank uppgick 1906 i Bankaktiebolaget Södra Sverige som senare blev en del av Svenska Handelsbanken.
Den 31 mars 2021 stängde Handelsbanken kontoret i Mönsterås. Därefter hade sparbanken Mönsterås enda bankkontor.

## Galleri

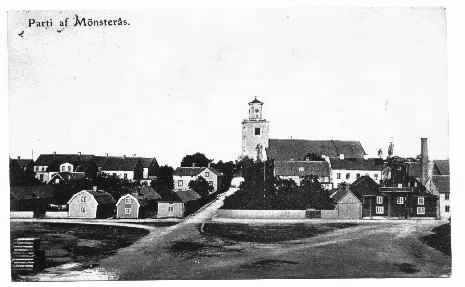
Mönsterås ca 1900
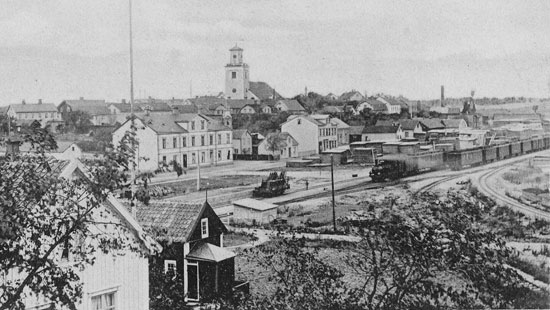
Mönsterås 1905
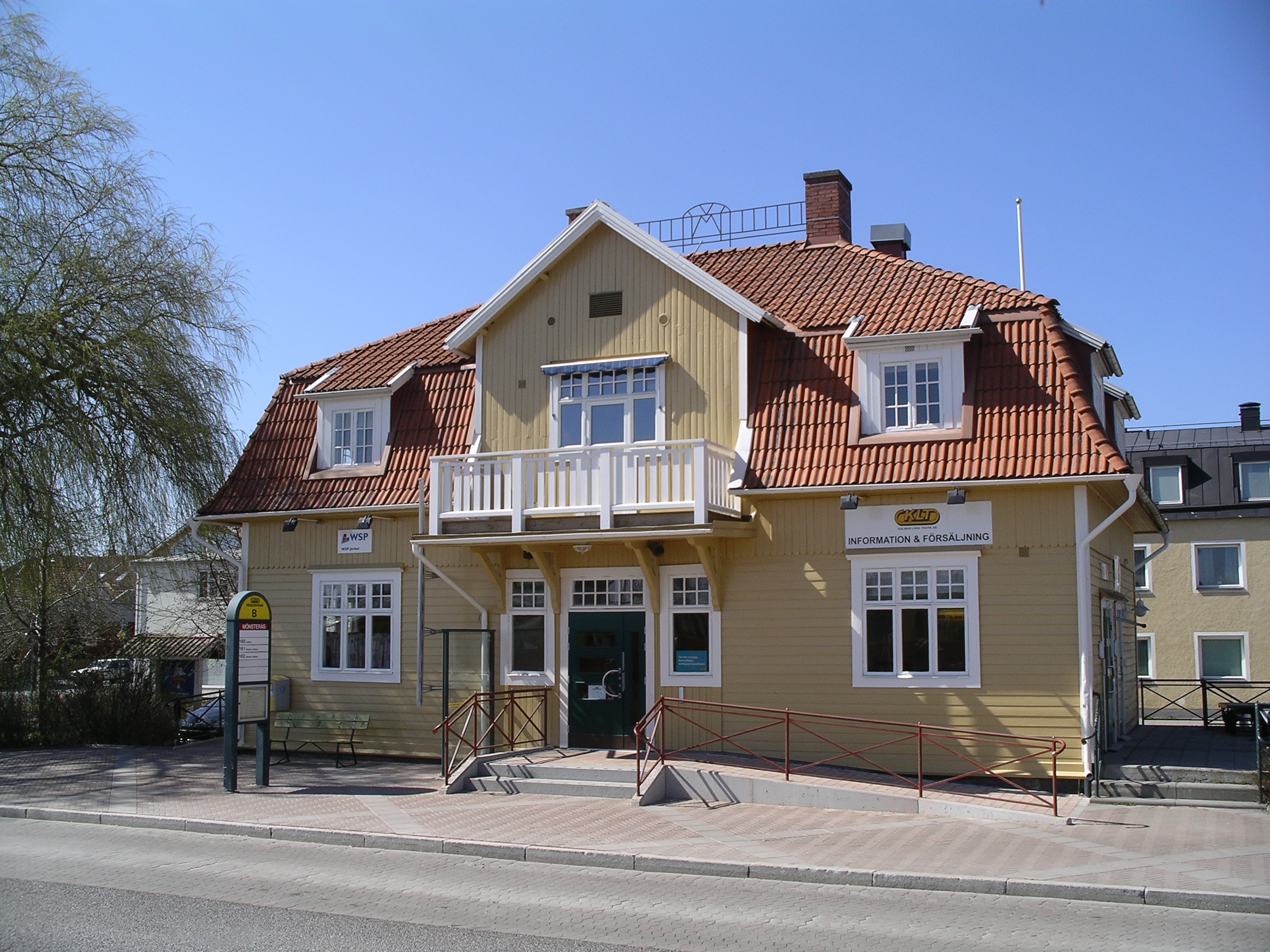
Mönsterås station 2009
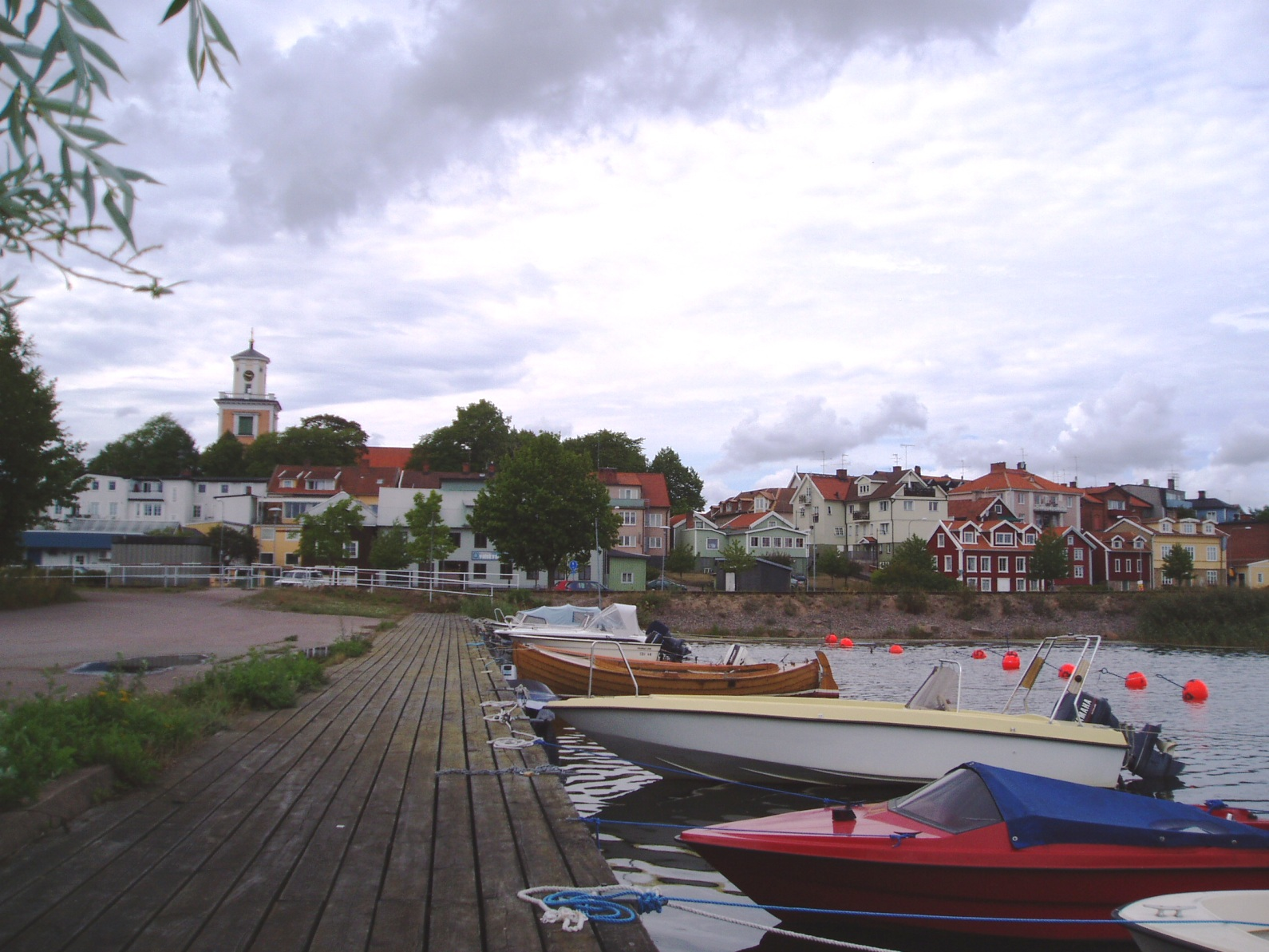
Mönsterås hamn 2006